# El Chaltén
El Chaltén je majhna gorska vas v provinci Santa Cruz v Argentini. Leži ob reki Rio de las Vueltas, v narodnem parku Los Glaciares (odsek Reserva Nacional Zona Viedma) v bližini vznožja Cerro Torre in Cerro Fitz Roy, oba priljubljena za plezanje. Od El Calafateja je oddaljen 220 km. Prav tako je priljubljeno izhodišče za pohodništvo po številnih poteh, na primer do vznožja okoliških vrhov in ledeniških jezer, kot sta Laguna Torre in Laguna de los Tres (blizu vznožja Fitz Roy). [1] [2] [3 ]
Iz teh razlogov je bil El Chaltén imenovan za Argentinsko trekking središče ali Capital Nacional del Trekking. Danes je edini razlog za njegov obstoj turizem. Leta 1985 sta imela Argentina in Čile mejni spor zaradi pridobitve in uveljavljanja pravic nad El Chaltnom. Na koncu vojne ni bilo, El Chalten pa je dobila Argentina. Domovi, vladne zgradbe in zastave Argentine so se vzdignile v znamenje mestne naselbine. [4]
Mesto leži na robu 12.363 km2 velikega južnopatagonskega ledenega polja in tam živi okoli 350 prebivalcev v vseh letnih časih. Sneg in led večinoma ograjujeta mesto, domovi pa so pritlični, s cestami, večinoma makadamskimi. [4] Oktobra 2014 je El Chalten zasedel drugo mesto na lestvici »Najboljša mesta na svetu«, ki ga je objavil turistični vodič Lonely Planet leta 2015, in je bilo prvo mesto Argentine.

## Etimologija
Chaltén je besedav jeziku Tehuelčev, ki pomeni 'kadeča gora', ker verjamejo, da je bil vulkan, saj je bil njegov vrh večino časa pokrit z oblaki.
Leta 1877 je argentinski raziskovalec Francisco Moreno imenoval goro Chaltén kot goro Fitz Roy v čast Roberta FitzRoya, kapitana ladje [[HMS Beagle'' med plovbo v 1830-ih. Mount Chaltén / Fitz Roy omogoča, da je mesto vredno obiskati, saj je impresivne vrhove mogoče videti s katerega koli območja. Celotna vas ima čudovit razgled, ki se zaradi turizma in čudovite lege nenehno širi. [5]

## Zgodovina
Datum ustanovitve je 12. oktober 1985, dan, ko je guverner Arturo Puricelli podpisal odlok, ki je odredil njegovo ustanovitev, da bi spodbujal naseljevanje prebivalstva v gorskem območju province v tistem času z bližnjimi sektorji v sporu s Čilom. Predsednik uprave narodnih parkov je s telegramom zagrozil, da bo guvernerja kazensko ovadil, če ga bo ustanovil. Glavni promotor fundacije je bil glavni poveljnik žandarmerije Francisco Arrúa v tistem času vodja južne skupine sil, ki je vključevala Santa Cruz in Tierra del Fuego.
Na dan ustanovitve in situ je bilo vreme še posebej sovražno, in skoraj ni dovolilo maše takratnemu škofu Miguelu Ángel Álemanu. Državno himno je izvedel orkester argentinske vojske poveljnika Luisa Piedrabuene. Takrat je bila samo ena gostilna in en most, poleg ulic zgrajenih s stroji ter table, ki so kazale, kaj bo postavljeno na določenem mestu.
Prvi naseljenci, ki so prispeli v mesto, so bili javni uslužbenci, bodisi provincialni (pripadniki različnih javnih služb) bodisi državni (žandarji iz eskadrile 42 Calafate). Naselili so se v 13 hiš, ki jih je provinca zgradila, bili so iz Santa Cruza in ljudje iz drugih provinc, ki so že živeli v Santa Cruzu. Tako se je začela faza učinkovite okupacije ozemlja in se začela skupnost. Žandarji so bili nameščeni v kraju na pobudo poveljnika Francisca Arrúe, ki je še naprej podpiral razvoj kraja med svojim nastopom na položaju nacionalnega direktorja za razvoj meja v letih 1989–1991 v času mandata Carlosa Menema.
Prva leta so bila težka z nekaj provincialne zanemarjenosti, redkimi viri in močnimi lokalnimi spori za oblast in zasedbo družbenih položajev. Storitve so bile elektrika, voda, policija in šola, ni bilo zdravnika ali medicinske sestre, še manj pa reševalnega vozila. Elektrika je nastajala na kraju samem in le 12 ur na dan, šola je delovala v učiteljskem domu in na policijski postaji, kjer so živeli policisti.
Po tej prvi ustanovitvi je prišlo do ponovne ustanovitve z naseljenci, ki so prispeli v prvem valu priseljevanja, sestavljeni iz ljudi ali družin, ki so iskali boljši kraj za življenje. To je spodbudilo turistične storitve.
Prispele so tudi razvojne komisije. Prvih lokalnih vlad skupnost ni izvolila, saj so praviloma prihajale iz Río Gallegosa. Ljudje, ki so prispeli najprej in nato stalno priseljevanje, so prispevali delo in kapital za rast turističnih storitev in za stalne prebivalce. To je povečalo prihod tradicionalnih turistov in zdaj že klasičnih pustolovskih turistov in plezalcev.
Popis iz leta 1991 je pokazal, da je v kraju živelo le 41 stabilnih prebivalcev, kar se je v popisu leta 2001 povzpelo na 371, v popisu leta 2010 pa 950 prebivalcev.
Oktobra 2010 je guverner Daniel Peralta naročil kongresniku Jorgeju Arabelu, da začne analizirati delno reformo pokrajinske ustave, da bi El Chaltén povzdignil v občino. 24. novembra 2011 je mesto z deželnim zakonom št. 3.249 uradno postalo občina. Z omenjenim zakonom je bila ustanovljena priložnostna komisija za prehod med razvojno komisijo in novo občino ter za določitev meja urbanega ejida.
Leta 2015 so bile izvedene prve volitve za župana in svetnike.

## Prebivalstvo
Ob štetju (Indec, 2010) je bilo 1627 prebivalcev, od tega 769 žensk in 858 moških; kar predstavlja izrazito povečanje za 338,5 % v primerjavi s 371 prebivalci (Indec, 2001) iz prejšnjega popisa. Ocena leta 2015 je bila 2325 prebivalcev.

## Turizem
Vas ponuja obiskovalcem informacije o narodnem parku, pa tudi komercialno kampiranje (s tuši) in zelo omejeno število ležišč, namenjenih predvsem nahrbtnikarjem. Najbolj priljubljen hostel v mestu je La Comarca, ki je pred avtobusnim terminalom. Na izletih izven vasi so na voljo brezplačni kampi in rezervacije kampov niso potrebne. Nekateri se lahko urijo za ekspedicijske pohode, obiščejo ledenike ali splavarijo ob rekah. Trenutno obstaja en bančni avtomat in obstaja banka. (Narodna banka Argentine)
Zdi se, da se število turistov vsako leto podvoji. Večina ljudi je iz tujine, ki uživajo v plezanju po gorah, ogledovanju čudovitega narodnega parka Glacier in predvsem pohodništvu. El Chalten ima ogromno poti za raziskovanje in avanture, zaradi česar je nacionalna prestolnica za pohodništvo. Južno od gore Tumbado so pohodniške poti do Viento in lagune Toro. Vendar pa so približno 100 višinskih metrov nad El Chaltnom tudi pečine za opazovanje kondorjev. Pogosto se pojavljajo tudi močni vetrovi, zaradi česar je za turiste zelo nevarno pohodništvo ali vzpenjanje po gorah.
Turistično gospodarstvo je v mestu ustvarilo nekaj restavracij, barov, supermarketov in trgovin, kjer je na prodaj velika raznovrstna oprema, nekatere nastanitve pa nudijo dostop do interneta in telefona ter redno predvajajo filme. Razen tega je mesto precej oddaljeno od običajnega pretoka novic in komunikacij, tudi v visoki sezoni (november - februar). Mesto je zunaj sezone (zima na južni polobli) skoraj zapuščeno.

## Podnebje
El Chaltén ima nepredvidljivo subpolarno oceansko podnebje ([[Köppnova podnebna klasifikacija Cfc) s subantarktičnimi celinskimi vplivi (Dfc), padavine pa se porazdelijo na veliko dni, čeprav niso niti približno tako močne kot v čilski Patagoniji; slabo vreme je izredno pogosto. Poletja imajo dolge dnevne ure, zelo vetrovno vreme in hladne temperature, podnevi večinoma pod 18 ° C in ponoči pod 5 ° C. Zmrzal se lahko in se pojavlja tudi poleti. Zime prinašajo sneg v zmernih količinah, podnevi pa povprečne temperature okoli 3 ° C, ponoči pa -4 ° C; vendar so najhladnejše noči veliko hladnejše od tega. Pomlad in jesen sta spremenljiva, a na splošno tudi hladna.

## Galería
- Cesta v mesto.
- El Chaltén.
- Pogled na mesto.
- Mesto in dolina.
- Pokrajina na obrobju vasi.
- Pogled na mesto.
- Bližnji Lago del Desierto in monumentalna gora Fitz Roy.
- Še en pogled na Lago del Desierto in goro Fitz Roy.